# Windows Aero
Pour les articles homonymes, voir Aero.
Chronologie des versions
Luna XP Modern UI
Windows Aero est l'interface graphique et le thème par défaut dans la plupart des éditions de Windows Vista et Windows 7, des systèmes d'exploitation édités par Microsoft. Il est aussi disponible sous Windows Server 2008, mais n'est pas activé par défaut. Son nom est un acronyme (ou plus précisément un rétroacronyme) qui signifie Authentique, Énergique, Réfléchi et Ouvert (Authentic, Energetic, Reflective and Open en anglais). L'interface Aero a été conçue pour être plus puissante, plus efficace et plus plaisante esthétiquement que l'ancien thème dénommé Luna. Il propose la transparence des fenêtres, l'aperçu d'une fenêtre depuis la barre de menus, des icônes en fonction du contenu des dossiers, des animations...
Le nom Aero est une référence à Aqua, l'interface graphique de Mac OS X[réf. nécessaire].

## Deux modes
Il existe deux modes pour Aero :
- Aero Glass : la nouvelle interface graphique avec la transparence, des effets « 3D » et qui utilise le processeur de la carte graphique pour les accélérations graphiques, souvent appelée Aero ;
- Aero Basic : Comme Aero, avec la transparence en moins (utile pour les vieux PC) et une bordure de fenêtre différente de Aero Glass. Cette interface n'utilise pas le DWM.

## Interface Aero Glass
Cette interface propose des fenêtres aux contours arrondis. La barre de titre et les contours de la fenêtre sont transparents et laissent apparaître l'arrière de la fenêtre légèrement flouté.
La fonctionnalité disponible via la combinaison des touches Alt + TAB, permet de basculer d'une application à une autre. Cette fonctionnalité existait déjà dans les précédentes versions de Windows mais celle-ci a été améliorée. On peut voir directement le contenu d'une fenêtre sous la forme d'une miniature avant de basculer à une autre fenêtre.
De même, lorsque l'utilisateur passe la souris sur les boutons des fenêtres ouvertes dans la barre des tâches, un petit aperçu affiche le contenu de la fenêtre sans avoir à agrandir celle-ci.
Enfin, la fonctionnalité la plus « spectaculaire » se nomme « Flip 3D » qui permet de basculer entre les différentes applications ouvertes en faisant pivoter toutes les fenêtres ouvertes avec une animation 3D avec la combinaison des touches Windows + TAB.

### Configuration optimale
Afin de faire fonctionner l'interface Aero Glass de façon optimale, Microsoft a énuméré les exigences suivantes pour les ordinateurs ayant le sigle Vista Premium Ready PC. Un PC qui atteint ou dépasse ces exigences sera en mesure d'utiliser les nouvelles technologies d'Aero :
- un processeur 1 GHz 32 bits (x86) ou 64 bits (x64) ;
- 1 Go de mémoire vive ;
- une carte graphique supportant Windows Driver Model (WDDM), Pixel Shaders 2.0, DirectX 9 et ayant au minimum 128 Mo de mémoire dédiée ;
- 40 Go de disque dur de 15 Go d'espace libre ;
- un lecteur DVD-ROM ;
- une sortie audio et un accès à Internet.

Bien que Microsoft ait indiqué qu'une carte graphique disposant d'au minimum 128 Mo de mémoire est requise, cela ne signifie pas que 128 Mo de mémoire dédiée soit nécessaire pour exécuter Aero Glass. Une carte graphique disposant de 64 Mo de mémoire dédiée, et combinée avec au moins 1 Go de mémoire vive, sera en mesure de lancer Aero Glass à certaines résolutions. Cependant, il faut un pilote correspondant au matériel et reposant sur WDDM (Windows Display Driver Model).

## Configuration

### Base de registre
Dans les paramétrages de la base de registre, aero apparaît sous le nom de DWM,.